# Żyłka (naczynie krwionośne)

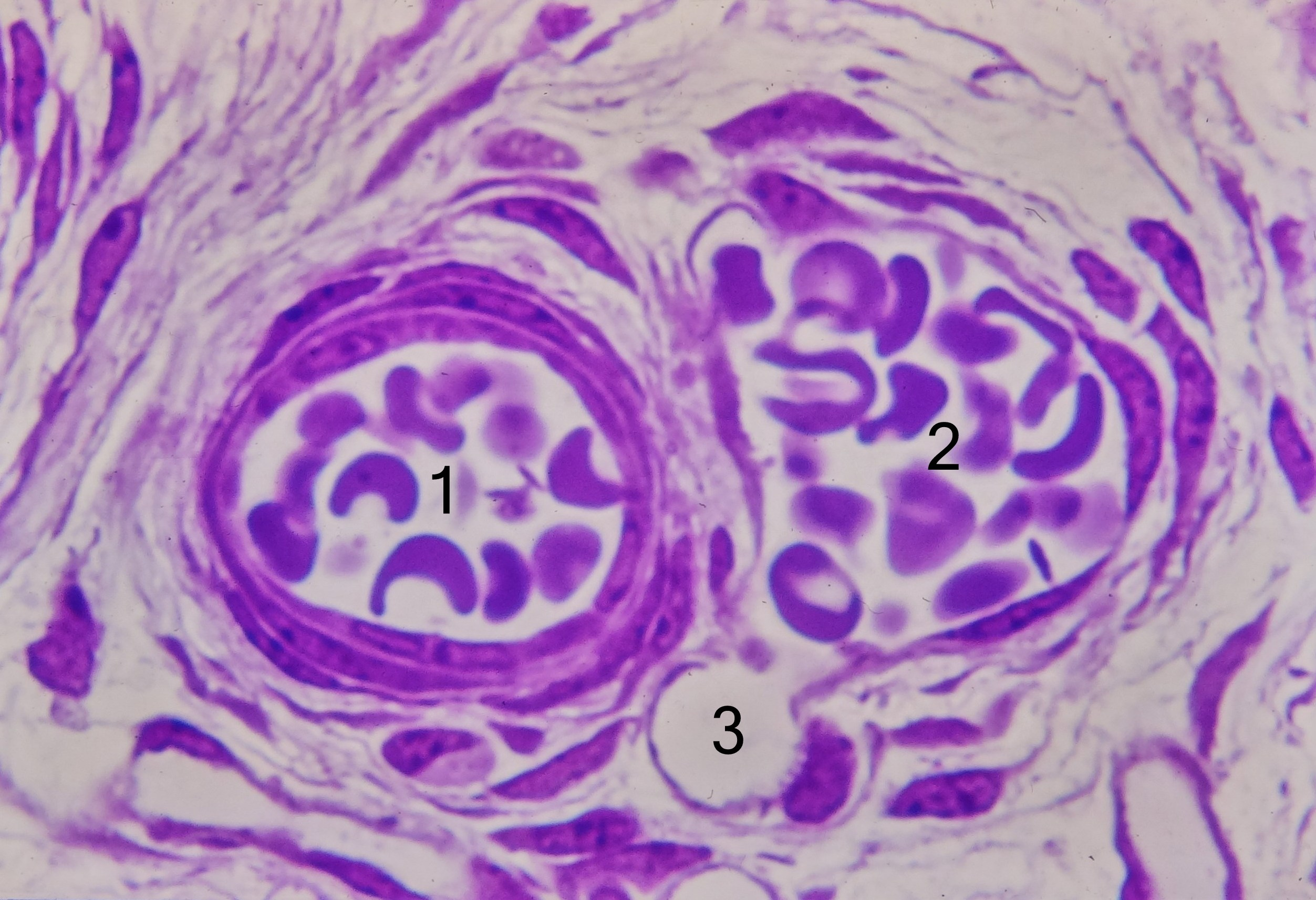
Przekrój przez tętniczkę (1), żyłkę (2) i naczynie włosowate (3), preparat barwiony fioletem krystalicznym

Żyłka, wenula (łac. venula) − najmniejsze naczynie żylne, zbierające krew z naczyń włosowatych za pośrednictwem naczyń pozawłosowatych. Żyłki mają średnicę 20–30 μm, cechują się małą grubością ścian w stosunku do średnicy światła. Ściany żyłek są trójwarstwowe. Błona wewnętrzna składa się ze śródbłonka i cienkiej, delikatnej warstwy tkanki łącznej. Błonę środkową budują jedna lub dwie warstwy okrężnie przebiegających, luźno ułożonych komórek mięśniowych gładkich, a także nieliczne włókna kolagenowe i sprężyste. Błonę zewnętrzną (przydankę) tworzy tkanka łączna luźna, tkanka mięśniowa zwykle w niej nie występuje.